# Francesco Adriano Ceva
Francesco Adriano Ceva (ur. w 1580 w Mondovì, zm. 12 października 1655 w Rzymie) – włoski kardynał.

## Życiorys
Był synem Garzilasca Cevy. Po ukończeniu studiów przybył do Rzymu, gdzie został sekretarzem kardynała Maffeo Barberiniego. Następnie był kanonikiem w bazylice laterańskiej i sekretarzem ds. Memoriałów. Potem pełnił funkcje referendarza Najwyższego Trybunału Sygnatury Apostolskiej, prałata Jego Świątobliwości i sekretarza stanu. 13 czerwca 1643 został kreowany kardynałem prezbiterem i otrzymał kościół tytularny S. Prisca. Zmarł w wyniku podagry.